# Campeonato Mundial de Esquí Alpino de 1985
El XXVIII Campeonato Mundial de Esquí Alpino se celebró en la localidad alpina de Bormio (Italia) entre el 31 de enero y el 10 de febrero de 1985 bajo la organización de la Federación Internacional de Esquí (FIS) y la Federación Italiana de Deportes Invernales.

## Resultados

### Masculino
| Evento                  | Oro                                   | Plata                                     | Bronce                               |
| ----------------------- | ------------------------------------- | ----------------------------------------- | ------------------------------------ |
| Descenso (03.02)        | Pirmin Zurbriggen · Suiza · 2:06,68   | Peter Müller · Suiza · 2:06,79            | Douglas Lewis Estados Unidos 2:06,82 |
| Eslalon (10.02)         | Jonas Nilsson · Suecia · 1:38,82      | Marc Girardelli Luxemburgo 1:38,88        | Robert Zoller · Austria · 1:39,35    |
| Eslalon gigante (07.02) | Markus Wasmeier RFA 2:28,90           | Pirmin Zurbriggen · Suiza · 2:28,95       | Marc Girardelli Luxemburgo 2:29,92   |
| Combinada (05.02)       | Pirmin Zurbriggen · Suiza · 7,67 pts. | Ernst Riedlsperger · Austria · 37,84 pts. | Thomas Bürgler · Suiza · 39,41 pts.  |

### Femenino
| Evento                  | Oro                                | Plata                                                          | Bronce                                    |
| ----------------------- | ---------------------------------- | -------------------------------------------------------------- | ----------------------------------------- |
| Descenso (03.02)        | Michela Figini · Suiza · 1:26,96   | Ariane Ehrat · Suiza · Katharina Gutensohn · Austria · 1:28,57 | —                                         |
| Eslalon (09.02)         | Perrine Pelen Francia 1:29,58      | Christelle Guignard Francia 1:29,93                            | Paola Magoni · Italia · 1:29,98           |
| Eslalon gigante (06.02) | Diann Roffe Estados Unidos 2:18,53 | Elisabeth Kirchler · Austria · 2:19,13                         | Eva Twardokens Estados Unidos 2:19,21     |
| Combinada (04.02)       | Erika Hess · Suiza · 18,72 pts.    | Sylvia Eder · Austria · 34,42 pts.                             | Tamara McKinney Estados Unidos 44,45 pts. |

## Medallero
| Núm. | País           | Oro | Plata | Bronce | Total |
| ---- | -------------- | --- | ----- | ------ | ----- |
| 1    | Suiza          | 4   | 3     | 1      | 8     |
| 2    | Francia        | 1   | 1     | 0      | 2     |
| 3    | Estados Unidos | 1   | 0     | 3      | 4     |
| 4    | RFA            | 1   | 0     | 0      | 1     |
| 4    | Suecia         | 1   | 0     | 0      | 1     |
| 6    | Austria        | 0   | 4     | 1      | 5     |
| 7    | Luxemburgo     | 0   | 1     | 1      | 2     |
| 8    | Italia         | 0   | 0     | 1      | 1     |
|      | TOTAL          | 8   | 9     | 7      | 24    |